# Moa (film)
Moa är en svensk långfilm från 1986 regisserad av Anders Wahlgren. Filmen baseras delvis på författaren Moa Martinsons liv.

## Handling
Filmens berättelse börjar 1925 då Moas och hennes makes två yngsta barn drunknar. Hon blir politiskt aktiv och bedriver sitt författarskap nattetid. 1928 begår hennes make självmord och året därpå gifter hon sig med Harry Martinson. Filmen pågår till 1939 då paret flyttar isär sedan äktenskapet brutit samman.

## Om filmen
Filmen är inspelad i Sorunda socken, Norra Latin, Gyldene Freden, Oscarsteatern, Telemuseum, Karlshälls gård, Frösundavik och Helsingfors samt i studio i Filmhuset. Den hade premiär på svenska biografer den 10 oktober 1986.

## Rollista
- Gunilla Nyroos – Moa
- Reine Brynolfsson – Harry
- Lennart Hjulström – Karl
- Grethe Ryen – Ottar
- Berta Hall – Moas mor
- Percy Brandt – Karl Otto Bonnier
- Roland Hedlund – tidningsredaktör
- Krister Henriksson – radiochef
- Lars Humble – Karl Gerhard
- Mats Bergman – Isidor Knöös
- Dan Ekborg – Artur Lundkvist
- Harald Hamrell – Erik Asklund
- Anders Ekborg – Josef Kjellgren
- Michael Segerström – funktionär
- Lasse Strömstedt – talare
- Stig Engström – mötesordförande
- Margreth Weivers – dam foajén
- Susanne Lorenz - Karin
- Finn Lennartsson - Moas son
- Mikael Naeslund - Moas son
- Ivan Oljelund - Moas son
- Krister Kalte - Moas son
- Tobias Härdelin - Moas son
- Carl Sjöström	- Moas son

## Utmärkelser
Gunilla Nyroos blev Guldbaggenominerad 1987 i kategorin bästa skådespelerska för sin insats i filmen, men fick inte priset. 
- 1994 – Guldtackan, hedersomnämnande till Anders Wahlgren

### Webbkällor
- Moa på Svensk Filmdatabas
- Moa på Internet Movie Database (engelska)